# Wereldkampioenschappen mountainbike 2019
De Wereldkampioenschappen mountainbike 2019 werden van 28 augustus tot en met 1 september gehouden voor verschillende onderdelen in het Canadese Mont-Sainte-Anne.

## Cross-country

### Mannen

#### Elite
| №      | Naam              | Land        | Tijd     |
| ------ | ----------------- | ----------- | -------- |
| Goud   | Nino Schurter     | Zwitserland | 1u27'05" |
| Zilver | Mathias Flückiger | Zwitserland | + 30"    |
| Brons  | Stéphane Tempier  | Frankrijk   | + 38"    |
| 18de   | Jens Schuermans   | België      | + 3'44"  |
| DNF    | Milan Vader       | Nederland   | -        |
| DNF    | Kevin Panhuyzen   | België      | -        |

#### Beloften
| №      | Naam            | Land        | Tijd     |
| ------ | --------------- | ----------- | -------- |
| Goud   | Vlad Dascalu    | Roemenië    | 1u19'50" |
| Zilver | Filippo Colombo | Zwitserland | + 1'57"  |
| Brons  | Vital Albin     | Zwitserland | + 2'06"  |
| 49ste  | Mick van Dijke  | Nederland   | LAP      |
| DNF    | David Nordemann | Nederland   | -        |

#### Junioren
| №      | Naam                     | Land                | Tijd     |
| ------ | ------------------------ | ------------------- | -------- |
| Goud   | Charlie Aldridge         | Verenigd Koninkrijk | 1u19'50" |
| Zilver | Luca Martin              | Zwitserland         | + 11"    |
| Brons  | Andreas Emanuele Vittone | Zwitserland         | + 20"    |
| 8ste   | Lukas Malezsewski        | België              | + 3'36"  |
| 20ste  | Jarne Vandersteen        | België              | + 5'00"  |
| 23ste  | Niek Hoornsman           | Nederland           | + 5'50"  |

### Vrouwen

#### Elite
| №      | Naam                   | Land        | Tijd     |
| ------ | ---------------------- | ----------- | -------- |
| Goud   | Pauline Ferrand-Prévot | Frankrijk   | 1u28'51" |
| Zilver | Jolanda Neff           | Zwitserland | + 43"    |
| Brons  | Rebecca McConnell      | Australië   | + 1'17"  |
| 4de    | Anne Terpstra          | Nederland   | + 2'26"  |
| 7de    | Anne Tauber            | Nederland   | + 3'12"  |
| 19de   | Githa Michiels         | België      | + 6'31"  |
| 44ste  | Sohpie von Berswordt   | Nederland   | LAP      |

#### Beloften
| №      | Naam              | Land        | Tijd     |
| ------ | ----------------- | ----------- | -------- |
| Goud   | Sina Frei         | Zwitserland | 1u16'34" |
| Zilver | Laura Stigger     | Oostenrijk  | + 31"    |
| Brons  | Loana Lecomte     | Frankrijk   | + 36"    |
| 18de   | Emeline Detilleux | België      | + 8'43"  |

#### Junioren
| №      | Naam                    | Land        | Tijd     |
| ------ | ----------------------- | ----------- | -------- |
| Goud   | Jacqueline Schneebeli   | Zwitserland | 1u05'03" |
| Zilver | Mona Mitterwallner      | Oostenrijk  | + 1'08"  |
| Brons  | Helene Marie Fossesholm | Noorwegen   | + 3'11"  |
| 7de    | Puck Pieterse           | Nederland   | + 5'18"  |

### Elektrisch ondersteund

#### Mannen
| №      | Naam                  | Land        | Tijd     |
| ------ | --------------------- | ----------- | -------- |
| Goud   | Alan Hatherly         | Zuid-Afrika | 1u04'53" |
| Zilver | Jérôme Gilloux        | Frankrijk   | + 1'10"  |
| Brons  | Julien Absalon        | Frankrijk   | + 1'29"  |
| 8ste   | Kjell van den Boogert | Nederland   | + 3'01"  |
| 38ste  | Olivier Beart         | België      | + 17'12" |

#### Vrouwen
| №      | Naam                | Land        | Tijd     |
| ------ | ------------------- | ----------- | -------- |
| Goud   | Nathalie Schneitter | Zwitserland | 1u11'38" |
| Zilver | Rochette Maghalle   | Canada      | + 05"    |
| Brons  | Anneke Beerten      | Nederland   | + 3'31"  |

## Downhill

### Mannen

#### Elite
| №      | Naam           | Land      | Tijd     |
| ------ | -------------- | --------- | -------- |
| Goud   | Loïc Bruni     | Frankrijk | 4:05.544 |
| Zilver | Troy Brosnan   | Australië | +0.581   |
| Brons  | Amaury Pierron | Frankrijk | +2.549   |
| 21ste  | Martin Maes    | België    | +10.714  |

#### Junioren
| №      | Naam              | Land          | Tijd     |
| ------ | ----------------- | ------------- | -------- |
| Goud   | Kye A'Hern        | Australië     | 4:17.776 |
| Zilver | Antoine Vidal     | Frankrijk     | +1.144   |
| Brons  | Tuhoto-Ariki Pene | Nieuw-Zeeland | +1.294   |

### Vrouwen

#### Elite
| №      | Naam            | Land                | Tijd     |
| ------ | --------------- | ------------------- | -------- |
| Goud   | Myriam Nicole   | Frankrijk           | 4:53.226 |
| Zilver | Tahnée Seagrave | Verenigd Koninkrijk | +1.204   |
| Brons  | Marine Cabirou  | Frankrijk           | +1.694   |

#### Junioren
| №      | Naam           | Land             | Tijd     |
| ------ | -------------- | ---------------- | -------- |
| Goud   | Valentina Höll | Oostenrijk       | 5:01.033 |
| Zilver | Mille Johnset  | Noorwegen        | +12.928  |
| Brons  | Anna Newkirk   | Verenigde Staten | +21.230  |

## Eliminator

### Mannen
| №      | Naam                  | Land      |
| ------ | --------------------- | --------- |
| Goud   | Titouan Perrin-Ganier | Frankrijk |
| Zilver | Hugo Briatta          | Frankrijk |
| Brons  | Joel Burman           | Zweden    |

### Vrouwen
| №      | Naam            | Land      |
| ------ | --------------- | --------- |
| Goud   | Gaia Tormena    | Italië    |
| Zilver | Isaure Medde    | Frankrijk |
| Brons  | Coline Clauzure | Frankrijk |

## Marathon

### Mannen
| №      | Naam           | Land     | Tijd     |
| ------ | -------------- | -------- | -------- |
| Goud   | Héctor Páez    | Colombia | 4u17'58" |
| Zilver | Kristian Hynek | Tsjechië | + 26"    |
| Brons  | Samuele Porro  | Italië   | + 1'13"  |

### Vrouwen
| №      | Naam                   | Land        | Tijd     |
| ------ | ---------------------- | ----------- | -------- |
| Goud   | Pauline Ferrand-Prévot | Frankrijk   | 3u57'09" |
| Zilver | Blaza Pintaric         | Slovenië    | + 1'53"  |
| Brons  | Robyn De Groot         | Zuid-Afrika | + 2'40"  |

Edities

1990 · 
1991 · 
1992 · 
1993 · 
1994 · 
1995 · 
1996 · 
1997 · 
1998 · 
1999 · 
2000 · 
2001 · 
2002 · 
2003 · 
2004 · 
2005 · 
2006 · 
2007 · 
2008 · 
2009 · 
2010 · 
2011 · 
2012 · 
2013 · 
2014 · 
2015 · 
2016 · 
2017 · 
2018 · 
2019 · 
2020 · 
2021 · 
2022 · 
2023

Onderdelen

Cross-country · 
cross-country elektrisch ondersteund · 
cross-country shorttrack · 
cross-country eliminator · 
gemengde aflossing · 
downhill · 
4-cross · 
trials

Zie ook: Wereldkampioenschappen MTB-marathon